# Jovan Đorđević
Jovan Đorđević, né en 1826 et mort en 1900, est notamment connu comme le compositeur de Bože Pravde, l'hymne national de Serbie, écrit en 1872.
Il est également le fondateur du Théâtre National Serbe de Novi Sad et du Théâtre national de Belgrade.